# Polygala compacta
Polygala compacta là một loài thực vật có hoa trong họ Polygalaceae. Loài này được Rose miêu tả khoa học đầu tiên năm 1905.